# Zugunruhe
Zugunruhe ist ein Fachausdruck aus der Ornithologie und der experimentellen  Verhaltensbiologie. Er bezeichnet die erhöhte motorische Aktivität von Zugvögeln in den Tagen unmittelbar vor Beginn ihres Vogelzugs, das heißt vor Beginn des Abflugs in Richtung Sommerquartier (im Frühjahr) oder Winterquartier (im Herbst). Besonders auffällig ist die Zugunruhe bei Nachtziehern: „Während Angehörige dieser großen Gruppe von Vögeln außerhalb der Zugzeit normalerweise nachts ruhen, sind sie zu den Zugzeiten nachts aktiv, mitunter die ganze Nacht hindurch.“ Werden Zugvögel in so genannten Registrierkäfigen gehalten und so am Vogelzug gehindert, lässt sich die Zugunruhe quantitativ erfassen, wenn beispielsweise bewegliche Sitzstangen verwendet werden, die auf Mikroschaltern gelagert sind und deren Bewegungen elektronisch erfasst werden.
Die Zugunruhe hält so lange an, wie der Vogel in freier Natur ziehen würde: Die Untersuchung von mehr als 100 Arten ergab, „dass die Zugunruhe regelmäßig Ausdruck des Zugverhaltens frei lebender Artgenossen ist und Auskunft über den Ablauf des Zugs in freier Natur gibt.“ Nach Ablauf des Zuggeschehens kehren auch im Käfig gehaltene Vögel zu ihrem außerzuglichen Tag-Nacht-Rhythmus zurück.
In Deutschland erforschte beispielsweise Wolfgang Wiltschko seit Mitte der 1960er-Jahre den Magnetsinn der Zugvögel und entwickelte gemeinsam mit Roswitha Wiltschko Apparate, die in der Lage sind, die Himmelsrichtungen exakt zu registrieren, in die seine Testtiere jeweils bevorzugt zu fliegen versuchten. Zusätzlich konnte außer der Richtung auch in seinen Apparaturen die Häufigkeit der Bewegungen registriert werden. Ferner konnte nachgewiesen werden, dass auch völlig von der natürlichen Umwelt isolierte Vögel zu exakt jener Zeit motorisch aktiver werden, zu der ihre frei lebenden Artgenossen wegziehen.
Auch Eberhard Gwinner und Peter Berthold wiesen am Beispiel von im Labor handaufgezogenen Vögeln nach, dass die saisonalen Wanderungen aufgrund von inneren – hormonellen – Zustandsänderungen eingeleitet werden und nicht als Reaktion auf Veränderungen in der Umwelt.

## Belege
1. ↑  Peter Berthold: Vogelzug. Eine aktuelle Gesamtübersicht. Wissenschaftliche Buchgesellschaft, Darmstadt 2008, S. 44.
2. ↑  Peter Berthold, Vogelzug, S. 46.
3. ↑  Roswitha Wiltschko, Wolfgang Wiltschko: Magnetic Orientation in Animals. Springer Verlag, Heidelberg 1998, S. 45.
4. ↑  Peter Berthold, Vogelzug, S. 135.